# Max Gruber
Max Gruber (Dresden, 9 november 1921 - Haren, 12 november 1990) was een Nederlandse hoogleraar biochemie van Duitse afkomst. Gruber was vanaf 1956 werkzaam voor de Rijksuniversiteit Groningen en was een van de eerste hoogleraren in Nederland die de leerstoel biochemie bezette. Tijdens de Tweede Wereldoorlog was Gruber lid van het verzet en wist hij uit Kamp Westerbork te ontsnappen. Gruber was de echtgenoot van grafisch ontwerpster en typografe Susanne Heynemann.

## Levensloop
Gruber werd geboren op 9 november 1921 in Dresden en groeide op in een Joods gezin. Hij was de zoon van Hermann Gruber en Gisela Gruber-Schneck. Hij had een jongere broer genaamd Alexander Siegfried Gruber. In 1939 vertrok Gruber met zijn ouders en jongere broer met de M.S. St. Louis richting Cuba om nazi-Duitsland te ontvluchten. Het gezin werd niet toegelaten tot Cuba, de Verenigde Staten noch Canada. Via Antwerpen kwamen zij in Nederland terecht. Gruber werd met vele andere vluchtelingen opgevangen in het Amsterdamse Lloyd Hotel. In Nederland zette hij zijn studie voort en bezocht de avondanalistenschool en voerde het praktische werk uit in het Laboratorium voor Physiologische Chemie.
In 1940 werd het gezin overgebracht naar Centraal Vluchtelingenkamp Westerbork. Gruber was hier werkzaam bij de Fliegende Kolonne als technicus. Vanaf 1941 was Gruber lid van het verzet. Vanaf 1942 werd Kamp Westerbork een doorgangskamp voor transporten naar concentratiekampen in Oost-Europa. In Westerbork was hij onderdeel van een verzetsgroep die onder leiding stond van Werner Stertzenbach. De groep smokkelde valse persoonsbewijzen het kamp in en organiseerde ontsnappingsroutes vanuit het kamp. Gruber wist rond 20 augustus 1943 zelf uit Kamp Westerbork te ontsnappen. Na zijn ontsnapping dook hij onder. Zijn ouders en broer werden in 1944 vanuit Westerbork naar Theresienstadt gedeporteerd. Zijn vader kwam om in concentratiekamp Flossenbürg en zijn broer kwam om in Extern kommando Leitmeritz, een subkamp van Flossenbürg. Gruber en zijn moeder overleefden de oorlog. 
Na de oorlog pakte Gruber zijn studie chemie terug op. In 1952 promoveerde hij met zijn proefschrift 'Thiamine deficiëntie en koolhydraat stofwisseling'. Datzelfde jaar trouwde hij met Susanne Heynemann en samen vertrokken zij naar Bandung, Indonesië, waar Gruber was aangesteld tot hoogleraar biochemie. In 1955 vertrokken zij naar de Verenigde Staten waar Gruber een onderzoeksaanstelling (‘Rockefeller Fellowship’) had gekregen aan de Yale-universiteit in New Haven. In 1956 verhuisde het koppel naar Groningen waar Gruber hoogleraar biochemie werd. Hij richtte zich hoofdzakelijk op de lysosomale afbraak van eiwitten, de synthese van RNA en van eiwitten, en structuuronderzoek van eiwitten. In 1962 werd aangekondigd dat Gruber de Nederlandse nationaliteit zou krijgen. Dit kwam naar aanleiding van een wetsvoorstel van minister Beerman van justitie.
Gruber werd in 1982 lid van de Koninklijke Nederlandse Akademie van Wetenschappen. In 1983 richtte hij de Max Gruber Foundation op. De stichting reikt om het jaar de Max Gruber Prijs uit. Gruber ging in 1986 in emeritaat. Hij overleed in Haren op 12 november 1990 en werd op 16 november 1990 in Groningen gecremeerd.

## Vernoeming
De Max Gruber zaal van de Rijksuniversiteit Groningen is naar Gruber vernoemd.
- Biografisch Portaal: 79486638
- Digitale Bibliotheek voor de Nederlandse Letteren: grub004
- International Standard Name Identifier: 0000 0003 7466 374X
- Nationale Bibliotheek van Tsjechië: xx0199086
- Nederlandse Thesaurus van Auteursnamen: 073183768
- Système universitaire de documentation: 233980121
- Virtual International Authority File: 162699886
- WorldCat: E39PBJwhBCPmjvYWf4mQ7MHXBP